# Jag älskar dig – en skilsmässokomedi
Jag älskar dig - en skilsmässokomedi är en svensk långfilm i regi av Johan Brisinger, som hade premiär den 30 september 2016.

## Handling
En berättelse om skilsmässa och identitet, kärlek och relationer. Och att skiljas från sin kära stadsdel Östermalm.

## Rollista
- Björn Kjellman – Gustaf
- Christine Meltzer – Marianne
- Thomas Hanzon – Nils
- Sven-Bertil Taube – Anton
- Anita Wall – Clara
- Anton Forsdik – Filip
- Philip Zandén – chef
- Martina Haag – Camilla
- Nour El Refai – Rita
- Rodolfo Corsato – Rodolfo
- Saga Samuelsson – Emma
- Lisbeth Johansson – Mona
- William Spetz – Fabbe
- Eric Saade – Sebastian